# Divizia A1 de volei masculin
Divizia A1 de volei masculin este primul eșalon valoric al voleiului masculin românesc organizat de Federația Română de Volei. 
Cu 19 titluri, Dinamo București, campioana en-titre, este cel mai titrat club al voleiului masculin românesc.

## Istoric
Primul campionat național masculin de volei s-a disputat în anul 1949. În total au participat 20 de echipe: 14 echipe din provincie și 6 din București.

## Format
Campionatele naționale:
- Divizia A1: o singură serie, participă unsprezece echipe.[2]
- Divizia A2: două serii (est[3] și vest[4]), a câte cinci echipe fiecare.

## Echipele participante în sezonul 2024-2025
| Echipă             | Oraș        | Arenă                                       |
| ------------------ | ----------- | ------------------------------------------- |
| Arcada Galați      | Galați      | Sala Polivalentă Dunărea Galați             |
| Corona Brașov      | Brașov      | Sala Sporturilor „Dumitru Popescu Colibași” |
| Craiova            | Craiova     | Sala Polivalentă din Craiova                |
| Dinamo București   | București   | Sala Polivalentă Dinamo                     |
| Rapid București    | București   | Sala Polivalentă „Rapid”                    |
| Remat Zalău        | Zalău       | Sala Polivalentă Gheorghe Tadici            |
| Steaua București   | București   | Sala Regimentul de Gardă Mihai Viteazu      |
| Știința Baia Mare  | Baia Mare   | Sala Polivalentă Lascăr Pană                |
| Știința București  | București   | Sala Politehnică București                  |
| Unirea Dej         | Dej         | Sala Petru Slavariu                         |
| Universitatea Cluj | Cluj Napoca | Sala Polivalentă Horia Demian               |

## Cluburile românești în competiții europene în sezonul 2025-26
| Competiție           | Echipă              | Progres |
| -------------------- | ------------------- | ------- |
| Liga Campionilor CEV | CS Dinamo București | Runda 1 |
| Cupa CEV             | Corona Brașov       | Runda 2 |
| Cupa CEV             | SCM Craiova         | Runda 1 |
| Cupa Challenge CEV   | CS Remat Zalău      | Runda 2 |
| Cupa Challenge CEV   | Arcada Galați       | Runda 1 |

## Titluri pe cluburi
| Club                                | Titluri | Ani | Alte nume                                                                               |
| ----------------------------------- | ------- | --- | --------------------------------------------------------------------------------------- |
| Dinamo București                    | 19      | 1953, 1958, 1972, 1973, 1974, 1975, 1976, 1977, 1979, 1980, 1981, 1982, 1983, 1984, 1985, 1992, 1994, 1995, 2025 |                                                                                         |
| Steaua București                    | 16      | 1951, 1952, 1954, 1957, 1967, 1968, 1969, 1970, 1971, 1978, 1986, 1987, 1988, 1989, 1990, 1991                   | CCA                                                                                     |
| Rapid București                     | 12      | 1939, 1949, 1950, 1955, 1956, 1959, 1960, 1961, 1962, 1963, 1965, 1966                                           | CFR București, Locomotiva CFR București, Locomotiva ICF București, Locomotiva București |
| VM Zalău                            | 7       | 1997, 1998, 1999, 2010, 2011, 2012, 2017                                                                         | "Elcond" Zalău, Remat Zalău,                                                            |
| CVM Tomis Constanța                 | 6       | 2007, 2008, 2009, 2013, 2014, 2015                                                                               |                                                                                         |
| Arcada Galați                       | 5       | 2019, 2020, 2021, 2022, 2023                                                                                     |                                                                                         |
| Sportul Studențesc București        | 4       | 1934, 1935, 1936, 1937,                                                                                          |                                                                                         |
| Petrolul "Petrom" Ploiești          | 4       | 2000, 2001, 2002, 2006                                                                                           |                                                                                         |
| "Deltacons" Tulcea                  | 3       | 2003, 2004, 2005                                                                                                 |                                                                                         |
| Apărătorii Patriei București        | 2       | 1931, 1932 |                                                                                         |
| Medicina București                  | 2       | 1945, 1947 |                                                                                         |
| PTT București                       | 1       | 1938 |                                                                                         |
| CS Bonaparte București              | 1       | 1940 |                                                                                         |
| Avântul București                   | 1       | 1942 |                                                                                         |
| VSC București                       | 1       | 1943 |                                                                                         |
| Universitatea "Explorări" Baia Mare | 1       | 1993 |                                                                                         |
| Universitatea "Ardaf" Cluj          | 1       | 1996 |                                                                                         |
| SCM U Craiova                       | 1       | 2016 |                                                                                         |
| Tricolorul LMV Ploiești             | 1       | 2018 |                                                                                         |
| Corona Brașov                       | 1       | 2024 |                                                                                         |

## Titluri pe orașe
| UE Baia MareBucureștiCorona BrașovVM ZalăuUA ClujTomis ConstanțaGalațiPloieștiSCM U CraiovaTulceaCampioane din Ploiești: · Petrolul "Petrom" · Tricolorul LMV · Locațiile campioanelor din România. · Albastru: peste 10 titluri; Verde: 6-10 titluri; Galben: 2-5 titluri; Roșu: un titlu. | Apărătorii PatrieiAvântulCS BonaparteDinamoMedicinaPTTRapidSportul StudențescSteauaVSC Campioanele din București. · Albastru: peste 10 titluri; Verde: 6-10 titluri; Galben: 2-5 titluri; Roșu: un titlu. |

| Oraș        | Titluri | Cluburi câștigătoare |
| ----------- | ------- | --- |
| București   | 59      | Dinamo (19), Steaua (16), Rapid (12), Sportul Studențesc (4), Apărătorii Patriei (2), Medicina (2), PTT (1), CS Bonaparte (1), Avântul (1), VSC (1) |
| Zalău       | 7       | VM (7) |
| Constanța   | 6       | Tomis (6) |
| Galați      | 5       | Arcada (5) |
| Ploiești    | 5       | Petrolul "Petrom" (4), Tricolorul LMV (1), |
| Tulcea      | 3       | "Deltacons"(3) |
| Baia Mare   | 1       | Universitatea "Explorări" (1) |
| Cluj-Napoca | 1       | Universitatea "Ardaf" (1) |
| Craiova     | 1       | SCM U (1) |
| Brașov      | 1       | Corona (1) |